# Musashi-Murayama
Musashi-Murayama (武蔵村山市, Musashi-murayama-shi), sovint romanitzat com a Musashimurayama, és una ciutat i municipi del Tòquio occidental, a la metròpolis de Tòquio, a la regió de Kanto, Japó. El nom del municipi ve de l'antiga província de Musashi, podent-se traduir el nom al català com a "Murayama a/de Musashi".

## Geografia
El municipi de Musashi-Murayama es troba localitzat al centre-nord de la regió del Tòquio occidental, la qual limita al nord amb la prefectura de Saitama. Afluents del riu Ara i el riu Tama passen per la ciutat. El terme municipal de Musashi-Murayama limita amb els de Tokorozawa, Saitama, al nord; amb Mizuho a l'oest, amb Tachikawa i Fussa al sud i amb Higashi-Yamato a l'est.

## Història
Fins a la fi del període Tokugawa, l'àrea on ara es troba Musashi-Murayama va formar part de l'antiga província de Musashi. Després de la restauració Meiji, la zona va ser organitzada en quatre municipis amb la categoria de pobles, pertanyents tots al districte de Kitatama, aleshores part de la prefectura de Kanagawa. El districte va passar a formar part de l'antiga prefectura de Tòquio l'1 d'abril de 1893. L'1 d'abril de 1917 es creà el poble de Murayama, sent elevat a la categoria de vila el 3 de novembre de 1954. Durant la dècada de 1960, a causa de l'èxode rural d'altres prefectures, Murayama va vore augmentada dràsticament la seua població. La vila va ser elevada a la categoria de ciutat amb el nom actual de Musashi-Murayama el 3 de novembre de 1970.

## Demografia
| 1920   | 1930   | 1940   | 1950   | 1960   | 1970   | 1980   |
| ------ | ------ | ------ | ------ | ------ | ------ | ------ |
| 7.165  | 7.891  | 8.989  | 10.989 | 12.065 | 41.275 | 57.198 |
| 1990   | 2000   | 2010   | 2020   | 2030   | 2040   | 2050   |
| 65.562 | 66.052 | 70.065 | 71.150 | -      | -      | -      |

## Transport

### Ferrocarril
Al terme municipal de Musashi-Murayama no hi ha cap estació de ferrocarril.

### Carretera
Pel terme municipal de Musashi-Murayama no hi passa cap autopista o carretera nacional, només vies secundàries del govern Metropolità de Tòquio.